# Mara (municipalité)
Pour les articles homonymes, voir Mara.
Mara est l'une des 21 municipalités de l'État de Zulia au Venezuela. Son chef-lieu est San Rafael de El Moján. En 2011, la population s'élève à 207 221 habitants.

## Étymologie
La municipalité tire son nom du personnage pseuso-historique, le cacique Mara qui serait tombé face aux conquistadors espagnols et Ambrosius Ehinger à leur arrivée dans la région du lac de Maracaibo.

## Géographie

### Subdivisions
La municipalité est constituée de sept paroisses civiles avec chacune à sa tête une capitale (entre parenthèses) :
- San Rafael (San Rafael de El Moján) ;
- La Sierrita (La Sierrita) ;
- Las Parcelas (Las Parcelas) ;
- Luis de Vicente (Carrasquero) ;
- Monseñor Marcos Sergio Godoy (Cachirí) ;
- Ricaurte (Santa Cruz de Mara) ;
- Tamare (Tamare).